# Picco del Diavolo (Città del Capo)
Il Picco del Diavolo (afrikaans: Duiwelspiek; inglese: Devil's Peak) è un monte sovrastante il centro di Città del Capo in Sudafrica.
Il Picco del Diavolo si erge fino ai 1 000 metri d'altezza, di poco inferiori ai 1 087 metri della vicina Table Mountain.